# Нація футболу
«Нація футболу» — український спортивний документальний фільм режисера та продюсера Володимира Мули. Стрічка розповідає про народження, історію становлення та розвиток Національної збірної України з футболу у період з 1992-го по 2021-й роки.
Вихід картини у світ планувався на весну 2022 року. Саме 29 квітня 2022 року виповнилося 30 років з миті проведення першої в новітній історії гри Національної команди. Але через війну Росії проти України прем'єра фільму перенесена на осінь 2022 року.
Стрічка створена за підтримки Державного агентства України з питань кіно у 2021 році під робочою назвою «Національна команда».

## Синопсис
Розпочавши своє існування із проведення товариських поєдинків, у нерівних стартових умовах із конкурентами, умовах несправедливого розподілу спадку, умовах упередженого ставлення міжнародних інституцій і умовах нищівного занепаду економіки, — за ці три декади Національна команда змогла не просто стати на ноги, а й відновити високий статус українського футболу радянських часів, і навіть випередити у своєму прогресові розвиток самої держави Україна.
Сьогодні національна збірна України — найсильніша команда серед всіх колишніх республік Радянського Союзу. Це велика європейська збірна, яка має не лише високий рівень гри та результатів, а й контакт та футбольне спілкування з провідними командами Європи. Це колектив, в якому говорять одразу кількома мовами, застосовують сучасні тактичні розробки та методики, колектив, один лиш виклик до котрого є великим бонусом у реноме кожного українського гравця.
Документальний фільм «Нація футболу» — це кіно про тих, хто присвятив свою кар'єру становленню цього видатного проекту — Національної збірної України з футболу.

## У ролях
| Актор        | Роль                                    |
| ------------ | --------------------------------------- |
| Віталій Глют | Хлопчик, футболіст академії Чикаго Файр |
| Надія Глют   | Мати хлопчика                           |
| Ігор Глют    | Батько хлопчика                         |

## Герої
| Актор                 | Роль                                                 |
| --------------------- | ---------------------------------------------------- |
| Андрій Воробей        | Нападник збірної України 2000-2008 р.р.              |
| Андрій П'ятов         | Воротар збірної України від 2007 року                |
| Андрій Шевченко       | Нападник збірної України 1995-2012 р.р.              |
| Артем Мілевський      | Нападник збірної України 2006-2012 р.р.              |
| Валентин Щербачов     | Телеведучий, коментатор                              |
| Віктор Вацко          | Телеведучий, коментатор                              |
| Віктор Леоненко       | Нападник збірної України 1992-1996 р.р.              |
| Владислав Ващук       | Захисник збірної України 1996-2007 р.р.              |
| Володимир Єзерський   | Захисник збірної України 1998-2008 р.р.              |
| В'ячеслав Шевчук      | Захисник збірної України 2003-2016 р.р.              |
| Дмитро Михайленко     | Напівзахисник збірної України 1993-2000 р.р.         |
| Іван Гецко            | Нападник збірної України 1992-1997 р.р.              |
| Ігор Циганик          | Телеведучий і коментатор                             |
| Йожеф Сабо            | Головний тренер збірної України 1994, 1996-1999 р.р. |
| Леонід Буряк          | Асистент Лобановського 2000-2001 р.р.                |
| Олег Блохин           | Головний тренер збірної України 2003-2007, 2011-2012 |
| Олег Саленко          | Нападник збірної України 1992 року                   |
| Олександр Гливинський | Прес-аташе збірної України від 2011 року             |
| Олександр Зінченко    | Напівзахисник збірної України від 2015 року          |
| Олександр Караваєв    | Захисник збірної України від 2015 року               |
| Олександр Шовковський | Воротар збірної України 1994-2012 р.р.               |
| Олексій Михайличенко  | Головний тренер збірної України 2007-2009 р.р.       |
| Роман Яремчук         | Нападник збірної України від 2018 року               |
| Руслан Ротань         | Напівзахисник збірної України 2003-2018 р.р.         |
| Сергій Ковалець       | Напівзахисник збірної України 1992-1994 р.р.         |
| Сергій Коновалов      | Нападник збірної України 1993-2003 р.р.              |
| Сергій Попов          | Напівзахисник збірної України 1993-2003 р.р.         |
| Тарас Степаненко      | Напівзахисник збірної України від 2010 року          |
| Юрій Калитвинцев      | Напівзахисник збірної України 1995-1999 р.р.         |

## Творча група
- Режисер-постановник — Володимир Мула
- Сценарій — Микола Васильков
- Оператори-постановники — Станіслав Ткачов, Олег Шевчишин, Олександр Шевчишин
- Монтаж — Андрій Луннік
- Продюсер — Володимир Мула

## Виробництво
Виробництвом фільму займалася компанія «ТелеПростір Студіо». Зйомки відбувалися у двох країнах: США та Україні.

### Кошторис
Проєкт «Національна команда» став одним із переможців Чотирнадцятого конкурсного відбору кінопроєктів Держкіно.

### Саундтрек
Саундтреком до фільму стала композиція гурту «Скай» «До кінця» у виконанні Олега Собчука.